# The Quiet Place
The Quiet Place è un singolo della band melodic death metal svedese In Flames. È stato pubblicato sul loro album del 2004, Soundtrack to Your Escape. Ha raggiunto la posizione numero 2 nella classifica dei singoli svedesi.

## Tracce

### Tracce Audio
1. The Quiet Place
2. My Sweet Shadow (Remix)
3. Värmlandsvisan (Live)

### Tracce Bonus
1. The Quiet Place (Video)
2. Studio recording session (Video)
3. Screensaver

## Formazione
- Anders Fridén - voce
- Björn Gelotte - chitarra
- Jesper Strömblad - chitarra
- Peter Iwers - basso
- Daniel Svensson - batteria

## Video
Il video, diretto da Patrick Ullaeus, mostra il cantante Anders Fridén dentro un cinema mentre segue un film. Successivamente, dopo che si è addormentato, si vede la band suonare "dentro la sua testa".